# 圣热内斯德孔泰斯
圣热内斯德孔泰斯（法語：Saint-Genest-de-Contest）是法国南部-比利牛斯大区 塔恩省的一个市镇，属于卡斯特尔区 洛特勒县。该市镇2009年时的人口 为289人。

## 人口
圣热内斯德孔泰斯人口变化图示
| 数据来源：INSEE |